# Сукины
Сукины́ — древний дворянский род.
Род внесён в VI часть родословных книг Новгородской и Ярославской губерний.

## История рода
Восходит к концу XV века. Семён Кондарь Иванович Сукин сопровождал в Литву великую княжну Елену Иоанновну, невесту литовского великого князя Александра (1495).
Иван Фёдорович ясельничий († 1517). Фёдор Иванович боярин и казначей (1547), упомянут на свадьбах: Ивана IV Васильевича Грозного с Анастасией Юрьевой-Захарьиной, Юрия Васильевича с Ульяной Дмитриевной Палицкой, Владимира Андреевича на Авдотье Александровне Нагой, казанского царя Симеона на Марье Андреевне Кутузовой, княжны Марфы Васильевны Шуйской и князя Ивана Дмитриевича Бельского, князя Владимира Андреевича на княжне Авдотьи Романовне Одоевской, посол в Польшу (1542), Литву (1554 и 1560), жена Фотиния держала кику на свадьбе Ивана Грозного с Анастасией Юрьевой-Захарьиной. Василий Григорьевич думный дворянин, сибирской воевода (1585).
В XVII веке многие Сукины служили в стольниках и бывали воеводами. Тит и Афанасий Сукины записаны (1628) в писцовых книгах и по грамоте государей писаны им старинные поместья. Осип Иванович Сукин, стольник (1636-1658), окольничий (1658-1668).
Древней вотчиной дворян Сукиных было село Ворота, в настоящее время располагающиеся в черте посёлка Оредеж. В Воротах находилась их родовая усадьба, в настоящее время не сохранившаяся. Со временем Ворота стали частью обширного имения, в XVIII веке принадлежавшего Якову Ивановичу Сукину — действительному статскому советнику и первому товарищу Санкт-Петербургского губернатора. Кроме Ворот Я. И. Сукину принадлежали свыше 15 поселений на территории современного Лужского района, включая деревню Нежгостицы, где в 1820-е годы генерал от инфантерии А. Я. Сукин, сын Якова Ивановича, устроил фамильную усадьбу с роскошным архитектурно-парковым ансамблем. До тех пор центром имения Сукиных оставались Ворота, в какой-то мере сохранившие это значение и в последующее время.

## Описание герба
В щите, имеющем голубое поле, крестообразно изображены золотые две стрелы и шпага, остриём обращённые вниз.
На щите дворянский коронованный шлем. Нашлемник: три страусовых пера. Намёт на щите голубой, подложенный золотом. (Гербовник, IX, 74). Эмблемы родового герба Сукиных сохраняются в гербе и флаге Оредежского сельского поселения.

## Известные представители
- Сукин, Борис Иванович — дьяк, воевода и «царский печатник» (1573). Брат Ф. И. Сукина.
- Сукин, Василий Борисович (ок. 1550—1612) — думный дворянин, третий сибирский воевода, основатель Тюмени. Сын Б. И. Сукина.
- Сукин, Иван Иванович († 1517) — ясельничий.
- Сукин, Фёдор Иванович (?—1567) — посол в Польше (1542), боярин.
- Сукин Иван — воевода в Алатыре (1614—1615).
- Сукин Иван — дьяк, воевода в Устюге-Великом (1619).
- Сукин Иван Васильевич — стольник (1627—1636), воевода в Пронске (1629).
- Сукин Осип Иванович — стольник (1636—1658), воевода в Коротояке (1652).
- Сукин Иван Осипович — стряпчий (1666), стольник (1668—1676).
- Сукин Прокофий Титович — московский дворянин (1677).
- Сукины: Семён и Андрей Ивановичи — стольники царицы Евдокии Фёдоровны (1692)[2][3].
- Сукин, Александр Яковлевич (1764—1837) — генерал от инфантерии и генерал-адъютант, член Государственного Совета, комендант Петропавловской крепости.
- Сукин, Яков Галактионович (ок. 1752 — 4 мая 1802, Архангельск) — генерал-майор флота
- Сукин, Яков Иванович (1710—1778) — действительный статский советник, первый товарищ Санкт-Петербургского губернатора[4].